# John J. Kavelaars
John J. Kavelaars (* 1966) ist ein kanadischer Astronom.
Er war an der Entdeckung mehrerer Monde der Planeten Jupiter, Saturn, Uranus, und Neptun beteiligt. 2007 wurde der Asteroid (154660) Kavelaars nach ihm benannt.
Kavelaars arbeitet derzeit am Herzberg-Institut für Astrophysik in Victoria, British Columbia, Kanada.